# Phaeosia dimorpha
Phaeosia dimorpha är en fjärilsart som beskrevs av George Francis Hampson 1918. Phaeosia dimorpha ingår i släktet Phaeosia och familjen björnspinnare. Inga underarter finns listade i Catalogue of Life.